# Ethnonymes des Juifs
Cette page contient des caractères spéciaux ou non latins. S’ils s’affichent mal (▯, ?, etc.), consultez la page d’aide Unicode.

Cet article établit les ethnonymes du peuple juif selon divers contextes linguistiques. 
Pour une information étymologique, voir l'article Juifs et les notes. Cet article ne reprend pas les dénominations péjoratives.
| Afrikaans         | Jood |
| Albanais          | Hebré, |
| Allemand          | Jude (masc.), Jüdin (fem.), Juden (pl.)                                                                               |
| Amharique         | Ayhoud (s. et pl.) |
| Anglais           | Jews1 |
| Anglais           | Hebrews2 |
| Anglais           | Israelites (ou Children of Israel)3                                                                                   |
| Arabe             | يهودي Yahoudi (sl.), يهود Yahoud (pl.) بني إسرائيل Bani Israël عبري Ebri                                              |
| Arménien          | Հրեա, Hre'a |
| Azéri             | Cuhud, yəhudi |
| Breton            | Yuzew (masc.), Yuzewes (fém.)                                                                                         |
| Bulgare           | Евреин, Evrein |
| Catalan           | Jueu (masc.), Jueva (fém.)                                                                                            |
| Chinois           | 猶太人, Chinois traditionnel                                                                                          |
| Chinois           | 犹太人, Chinois simplifié, pinyin : Yóutài Rén                                                                        |
| Coréen            | 유태인, Yutae-in |
| Croate            | Židov |
| Égyptien ancien   | Peut-être Habiru2; Ishrail (Israël, cf. Stèle d'Israël)                                                               |
| Espagnol          | Judío |
| Espéranto         | Judoj |
| Estonien          | Juut |
| Finnois           | Juutalainen |
| Français          | Juif (masc.), Juive (fém.)1                                                                                           |
| Français          | Hébreux2 |
| Français          | Israélites (ou Enfants d'Israël)3                                                                                     |
| Galicien          | Xudeo (masc.), Xudía (fém.)                                                                                           |
| Gallois           | Iddew (masc.), Iddewes (fém.)                                                                                         |
| Géorgien          | ებრელი, Ebreli |
| Grec ancien       | Ἰουδαῖος, Ioudaĩos1                                                                                                   |
| Grec ancien       | Ἑβραῖος, Hebraĩos (d'Evreï)2                                                                                          |
| Hébreu            | יהודים, Yehoudim1 |
| Hébreu            | עבריים, Ivriim2 |
| Hébreu            | בני ישׂראל, Bnei Yisrael3                                                                                              |
| Hongrois          | Zsidó |
| Islandais         | gyðingur (singulier)                                                                                                  |
| Indonésien/Malais | Yahudi |
| Italien           | Ebreo |
| Italien           | Giudeo |
| Japonais          | ユダヤ人, Yudaya-jin                                                                                                  |
| Ladino            | djudio, Judio (singulier)                                                                                             |
| Ladino            | los ebreos (les Juifs)                                                                                                |
| Latin             | Iudaeus1 |
| Lituanien         | Ebrejs |
| Néerlandais       | Jood |
| Norvégien         | Jøde |
| Occitan           | Josieu (masc.), Josieva (fém.)                                                                                        |
| Persan            | يهودﯽ, Yahūdī, کليمی, Kalimi, جهود, Djahud                                                                            |
| Polonais          | Żyd |
| Portugais         | Judeu (masc.), Judia (fém.), Judeus (pl.)1                                                                            |
| Portugais         | Hebreus2 |
| Portugais         | Israelenses, Israelitas (ou Filhos de Israel)3                                                                        |
| Roumain           | Evreu |
| Russe             | Еврей, Yevrey (sl.), Евреи, Yevrei2 (pl.) : dénotant typiquement l'ethnicité juive (национальность - natsional'nost') |
| Russe             | Иудей, Iudey (sl.), Иудеи, Iudei1 (pl.) : dénotant typiquement les adhérents au judaïsme.                             |
| Serbe             | Јевреј Jevrej |
| Slovaque          | Žid |
| Swahili           | Yahudi |
| Suédois           | Jude |
| Tchèque           | Žid |
| Thaï              | คนยิว |
| Tibétain          | Yahutapa |
| Turc              | Yahudi, (religieux) lié au, ou adhérent au judaïsme.                                                                  |
| Turc              | Musevi, (religieux) sectateur de Moïse.                                                                               |
| Turc              | İbrani, (ethnique) un Hébreu.                                                                                         |
| Vietnamien        | người Do Thái |
| Yiddish           | ייד, Yid (sl.), יידן, Yidn (pl.)1                                                                                     |

## Désuets
- Dans la période précédant le mandat britannique de Palestine et au cours de celui-ci, les Juifs du Yichouv étaient appelés (et se dénommaient) « Juifs palestiniens » ou simplement « Palestiniens », mais après l'établissement de l'État d'Israël en 1948 et l'émergence du nationalisme palestinien arabe dans les années 1960, le terme « Palestiniens » ne désigna plus que les Arabes palestiniens.

## Yid
Yid (prononcé en allongeant le i; pluriel Yidden, avec un e muet) est l'ethnonyme yiddish. Dans les cercles ashkénazes (le plus souvent yiddishophones), mot est employé pour désigner un « congénère », un « copain », un « ami », etc., sans emphase particulière sur la judéité (bien que pouvant être employé dans un contexte intra-Juif). Prononcé phonétiquement, il peut être perçu comme péjoratif.
En yiddish, une façon polie de s'adresser à un Juif dont on ignore le nom est Reb Yid, avec la même signification que « monsieur » ou Sir en anglais. Les mots yiddish de yidish ou yiddisher (du moyen-allemand jüdisch) est un adjectif dérivé de ce nom de Yid, et signifie donc « juif » (forme adjectivale). Le terme Yid est donc lui-même d'origine moyen-allemande, du terme Jüde (cf., en allemand moderne Jude).